# Ophiacantha paramedea
Ophiacantha paramedea är en ormstjärneart som beskrevs av Paul E. Hertz 1926. Ophiacantha paramedea ingår i släktet Ophiacantha och familjen knotterormstjärnor. Inga underarter finns listade i Catalogue of Life.